# دعم الأسرة
دعم الأسرة هو دعم الأسر التي لديها عضو من ذوي الإعاقة، والذي قد يشمل طفلاً، أو شخصًا بالغًا، أو حتى أحد الوالدين في الأسرة. في الولايات المتحدة، يشمل دعم الأسرة الدعم "غير مدفوع الأجر" أو "غير الرسمي" من قبل الجيران والعائلات والأصدقاء، و"الخدمات المدفوعة الأجر" من خلال الوكالات المتخصصة التي تقدم مجموعة من الخدمات التي تسمى "خدمات دعم الأسرة"، أو خدمات المدرسة أو الوالدين للاحتياجات الخاصة مثل رعاية الإغاثة، أو رعاية الأطفال المتخصصة أو رفقاء الأقران، أو الإعانات النقدية، أو الخصومات الضريبية أو الإعانات المالية الأخرى. وقد تم توسيع نطاق الدعم الأسري ليشمل مجموعات سكانية مختلفة في الولايات المتحدة وحول العالم. تعتبر خدمات دعم الأسرة حاليًا أحد "تيارات الخدمات المجتمعية والتمويل" في نيويورك والولايات المتحدة والتي كان لها "تطبيق" متغير بناءً على مجموعات الإعاقة والوكالات الإدارية وحتى النية التنظيمية والتشريعية.

## تاريخ
تعتبر أواخر السبعينيات وأوائل الثمانينيات من الأوقات المحورية لتطوير خدمات الدعم الأسري والرعاية المؤقتة، وخاصة من خلال مطالب ومبادرات آباء الأطفال ذوي الإعاقة. وقد حدثت هذه المبادرات في جميع أنحاء الولايات المتحدة بالتزامن مع تشكيل مجموعات الآباء الناشطة في سبعينيات القرن العشرين، في ولاية نيو هامبشاير، على سبيل المثال. سبقت الرعاية البديلة، التي تضمنت "رعاية بديلة" من الأسر البيولوجية، هذا التنظيم للآباء على المستوى الوطني، وكانت تعتبر، إلى جانب المنازل الجماعية، الشكل الأساسي لخدمات السكن المجتمعي في الولايات المتحدة. ومع ذلك، بحلول تسعينيات القرن العشرين، أصبح دعم الأسرة خدمة راسخة يتم الإبلاغ عنها بانتظام في مجال الإعاقات الفكرية والتنموية، وجزءًا من أنظمة الخدمة المحلية في الولايات المتحدة. تم اعتبار خدمات دعم الأسرة واحدة من أفضل الطرق لدعم الأسر وأطفالهم، بما في ذلك "البناء على الدعم الطبيعي" وتشجيع دمج الأطفال في المجتمع.

### نماذج وخدمات الأسرة
بحلول أوائل الثمانينيات من القرن العشرين، أنشأت ولايات مثل نيويورك برامج ووكالات لدعم الأسرة، ومكتب ولاية نيويورك للتخلف العقلي والإعاقات التنموية، وتم تحديد "برامج نموذجية" على المستوى الوطني والتي تخدم الأطفال وأسرهم في المجتمع (على سبيل المثال، مقاطعات ماكومب-أوكلاند، ميشيغان، دان، لاكروس، وكولومبيا، ويسكونسن). تم البدء في نماذج جديدة من خدمات دعم الأسرة، بما في ذلك النماذج المهنية التي تضمنت كل من فترات الراحة التقليدية للأسر (أي فرصة الاستراحة من ضغوط رعاية الأطفال ذوي " الاحتياجات الخاصة ") وفرص الترفيه الفردية في الوكالات/المواقع العامة للابن أو الابنة (مقابل رعاية الأطفال التقليدية في المنزل). سعى الآباء المحترفون إلى توفير أماكن راحة في المنازل الجماعية (على سبيل المثال، صديق للمنزل)، وتطوير إعدادات راحة جماعية صغيرة، وعقد مجموعات دعم واجتماعات بين الآباء والآباء، وإنشاء مجالس، والحصول على إعانات نقدية لتغطية النفقات الإضافية لتربية "طفل معاق" (على سبيل المثال، موارد الأسرة الاستثنائية، سيراكيوز، نيويورك، 1985). بحلول عام 1983، مولت ولاية نيويورك ثلاث منح توضيحية رئيسية ثم عقد الحاكم ماريو كومو وزوجته ماتيلدا أول مؤتمر لدعم الأسرة في ألباني، نيويورك. في الواقع، أفادت ولاية نيويورك بحلول عام 1988 بتخصيص 16,536,000 دولار أمريكي لمبادرات دعم الأسرة المنفصلة والتي لم تتضمن عروض الدعم النقدي/العائلي الجديدة التي تم تمويلها لاحقًا في عامي 1989 و1990 في الولاية. أو إعانات نقدية من الوكالة مدرجة كجزء من برامج عرض دعم الأسرة (على سبيل المثال، الترفيه/الراحة في الوكالات العامة). في مجال السياسات العامة، غالبًا ما تم استكشاف فترة الراحة في سياق رعاية الأطفال ذوي الإعاقة، والنفقات الإضافية لتربية طفل من ذوي الإعاقة باعتبارها بالغة الأهمية في الأسر ذات الدخل المنخفض.

### الترويج نيابة عن العائلات
في عام 1985، حصل مركز السياسة الإنسانية بجامعة سيراكيوز على منحة مشروع تكامل مجتمعي لمدة ثلاث سنوات من الحكومة الفيدرالية (المعهد الوطني لأبحاث الإعاقة وإعادة التأهيل) للعمل مع الولايات والمجتمعات في الولايات المتحدة. حدد المشروع، الذي استند إلى بحث وطني أجراه مجلس ولاية ويسكونسن للإعاقات التنموية، برامج الدعم النقدي الحكومية في 21 ولاية في الولايات المتحدة. قام المشروع، بالتعاون مع مركز وطني جديد للتكامل المجتمعي، بإعداد معلومات حول دعم الأسرة للتوزيع، بما في ذلك نشرة إخبارية حول دعم الأسرة استنادًا إلى دراسات البحث الخاصة بالمشروع، ومقال حول قضية دعم الأسرة للأسر، والمراجع الببليوغرافية، والوكالات والمنظمات المبتكرة، ومقدمة لقضايا دعم الأسرة، مثل الدعم الذي يركز على الأسرة، والدعم الفردي والمرن، وتمكين الأسر، واستخدام الدعم الطبيعي والمجتمعي، والتخطيط للاستدامة.

## الاستشارة العائلية

### غرض الاستشارة الأسرية
هناك بعض الأهداف العظيمة والأشياء التي يمكن أن تحدث من خلال الاستشارة العائلية أو العلاج، ويمكنك تنمية علاقاتك العائلية، وتعزيز التواصل في الأسرة، ومناقشة المشاكل التي تسبب التوتر في الأسرة، وأكثر من ذلك. هناك العديد من الأسباب التي قد تدفع الأسرة إلى طلب المساعدة أيضًا، فقد تواجه صعوبة في التواصل والارتباط بطفل، أو التكيف الجديد مع الأسرة، أو الطلاق. هناك العديد من الأسباب التي تدفع الأسر إلى اللجوء إلى الاستشارة. تتضمن بعض هذه الأسباب التعامل مع أحد أفراد الأسرة الذي قد يعاني من مشاكل الصحة العقلية، والإدمان، والعواطف التي تأتي مع مثل هذه التغييرات.

### ماذا يحدث أثناء الجلسة
بالنسبة للجلسة الأولى، هناك الاستشارة، حيث يسأل المعالج أو الأخصائي النفسي أو الأخصائي الاجتماعي السريري عن سبب طلبك للمساعدة، والتعرف عليك، وما تريده من هذه الجلسات، والسماح لك بطرح أي سؤال قد يكون لديهم لهم. أما بالنسبة للجلسات الأخرى، فسوف تجري مناقشات، وتطور مهارات وقدرات لحل المشكلات، والتعبير عن المشاعر والأفكار بطريقة بناءة. ستكتشف الطرق التي تعمل بها عائلتك، والقواعد، والسلوكيات التي من شأنها أن تساعد في مكافحة الصراع. وسوف تعملون أيضًا على تقوية بعضكم البعض، وبناء الثقة، والثقة في بعضكم البعض.

### ماذا تتوقع
عند إجراء هذه الجلسات العائلية، عليك التأكد من حضور الأشخاص المناسبين، أولئك الذين يشاركون بشكل مباشر في القضية التي ستذهب إلى هذه الاستشارة من أجلها. تساعدك الأسرة في استراتيجيات التأقلم والتغلب على المشاكل والقضايا التي تحدث أثناء حياتك، والتي يمكن أن تساعد الاستشارة في تحسينها. يمكن أن تستغرق الجلسات بعض الوقت، من 50 دقيقة إلى ساعة، وقد يختلف عدد الجلسات، اعتمادًا على مشكلتك، ومدى نجاح الجلسات، لذلك لن تكون هناك جلستان عائليتان بنفس القدر من الوقت والأنشطة والمحادثات. غالبًا ما تكون الجلسات قصيرة الأمد، ولن تخضع للعلاج لفترات طويلة من الزمن. يتم تحديد مقدار الوقت المخصص لجلسات العلاج الأسري من قبل الطبيب النفسي أو الأخصائي الاجتماعي السريري أو المعالج الذي يعمل معك. إنه لا يحل مشاكلك على الفور، ولكن عندما تلتزم به، سيكون هناك الكثير من ردود الفعل الإيجابية التي ساعدت في تعلم مهارات رائعة وحل المشكلات.

## الأساس في النظريات
يعتمد دعم الأسرة جزئيًا على النظريات المتعلقة بالأسر، وخاصة نظرية أنظمة الأسرة، والنظريات البيئية والداعمة، ونظريات دعم المجتمع، ونظريات دورة الحياة ومدى الحياة، والنظريات النفسية الاجتماعية للأسرة، ونظرية تمكين الأسرة، ونموذج موارد العمل والمنزل، والنظريات الإيجابية، مثل علم اجتماع القبول. وفيما يتعلق بالخدمات، شملت مفاهيم السياسة الأساسية التركيز على الأسرة، والخدمات القائمة على القدرات، وتمكين المرأة وصنع القرار التشاركي، والخدمات الفردية (والمناسبة)، من بين أمور أخرى. بين سبعينيات وتسعينيات القرن العشرين، تم تطوير دعم الأسرة في سياق التكامل المجتمعي، بناءً على العمل الذي استمر ربع قرن بشأن التكامل الجسدي والاجتماعي للأسر وأطفالها. وهو يختلف عن نماذج الدعم الأسري الأخرى التي تم تطويرها في سياق برامج التوظيف، وبرامج الإسكان، والتغذية، والنقل، والرعاية الصحية، أو برامج الطوارئ في المدينة. وشملت هذه: خدمات دعم الأسرة في غرب هاواي (بما في ذلك أنشطة التنمية المجتمعية والاقتصادية)، وخدمات دعم الأسرة | خدمات دعم الأسرة في أماريلو (بما في ذلك مساعدة الموظفين والعلاج الأسري)، وخدمات دعم الأسرة في جنوب شرق بنسلفانيا (على سبيل المثال، رعاية الطفل والتدخل المبكر)، وخدمات الأسرة والدعم في مدينة شيكاغو (على سبيل المثال، العنف المنزلي، وخدمات كبار السن). (مراجعة موجزة للويب، 2011).

## النمو في الولايات المتحدة
بحلول تسعينيات القرن العشرين، اكتسب دعم الأسرة شعبية كبيرة في مجال الإعاقات الذهنية، خاصة وأن 80-90% من الأطفال ذوي الإعاقة ما زالوا يعيشون مع أسرهم حتى اليوم. ومع ذلك، فقد قرر معهد أبحاث الخدمات الإنسانية أن 1.5% فقط من ميزانية الدولة المخصصة لخدمات الإعاقات التنموية تم استخدامها لدعم هذه الأسر اعتبارًا من عام 1990. بحلول عام 2006، أفادت التقارير أن إنفاق دعم الأسرة بلغ 2,305,149,428 دولارًا في الولايات المتحدة، ومع ذلك، في السنة المالية 2006، ظل عند 5% فقط من إجمالي الإنفاق على الإعاقات الفكرية والتنموية البالغ 43.84 مليار دولار. في الولايات المتحدة، تمت دراسة تكاليف "رعاية الأسرة" للأشخاص ذوي الإعاقات الفكرية والتنموية، بما في ذلك التكاليف المالية المباشرة التي تتحملها الأسر، والتكاليف غير المباشرة وتكاليف الفرصة، والتكاليف النفسية غير المباشرة.
في المجالات ذات الصلة، مع ذلك، لا يزال يُنظر إلى دعم الأسرة في كثير من الأحيان على أنه "دعم غير مدفوع الأجر" و"دعم تطوعي" من قبل أفراد الأسرة، وبرامج التدريب بين الأسر، ومجموعات المساعدة الذاتية، وغالبًا ما تكون قريبة من أشكال التدخلات الأسرية من قبل المتخصصين (على سبيل المثال، التدريب السلوكي، التقييمات السريرية، التدريب المهني، العلاج الأسري، إعادة الدخول إلى المجتمع السريري) في إصابات الدماغ الرضحية. وفي الصحة العقلية للبالغين. في مجال الصحة العقلية للأطفال، يُنظر إلى منظمات دعم الأسرة والدعوة على أنها تتزايد على مستويات الأنظمة والسياسات، مع تشكيل اتحاد الأسر من أجل الصحة العقلية للأطفال في أواخر الثمانينيات وإعادة تشكيل التحالف الوطني للأمراض العقلية، وهي منظمة أم قوية منذ أواخر السبعينيات. تُعتبر خدمات دعم الأسرة اليوم مهمة للأسر التي تضم أفرادًا من ذوي الإعاقات المتنوعة (على سبيل المثال، مرض العصبون الحركي، الإيدز، الصرع، الشلل الدماغي، التوحد) مع التركيز بشكل أكبر على الاختيار في خدمات الدعم (على سبيل المثال، الاستشارة، التدريب والمعلومات، الراحة).

### كمجال مهني للوالدين
نظرًا لأن دعم الأسرة يُعتبر مجالًا مهنيًا للوالدين، فقد وثقت الدراسات البحثية إعاقات متنوعة (على سبيل المثال، الصرع، وفقر الدم المنجلي، وضعف السمع / البصر، والسنسنة المشقوقة، والسرطان، وصعوبات التعلم)، ودخل الأسرة، ومستوى المساعدة من خلال أنشطة الحياة اليومية، والاحتياجات السلوكية والطبية، والتغطية التأمينية، والروتين اليومي، وتأثير الإعاقة على الأسرة، والخدمات للاحتياجات المتخصصة، وما إلى ذلك. ثم واجه هذا المجال تحديًا في تسعينيات القرن العشرين لتوسيع نطاق النهج المتبع تجاه الأسر، بما في ذلك الرعاية القائمة على النوع الاجتماعي، ومجموعات سكان المناطق الداخلية من المدن، والمناطق الريفية في البلاد، ونهج "مهما كان الأمر"، والنهج المفرط في الاحتراف تجاه منازل الناس. وتبع ذلك إجراء دراسة بحثية وطنية حول هذه المنظمات التي تدعم الأسر في المجتمع وتلك التي تدعم البالغين ذوي الإعاقة للعيش في منازلهم.، اثنتان من جهود الإصلاح الشاملة الوطنية والدولية الكبرى في الحياة المجتمعية. بالتيمور، ماريلاند: بول إتش بروكس. وعلاوة على ذلك، يبدو أن السياسة الحكومية اليوم لا تزال تشجع البالغين ذوي الإعاقة على العيش في المنزل مع الوالدين أو مقدمي الرعاية (2011)؛ وبالتالي، عادة ما يتم تخصيص صناديق دعم الأسرة للأسر التي لديها أطفال وبالغين يعيشون في المنزل، بما في ذلك الأسر التي لديها آباء مسنين. ومع ذلك، فإن الدعم الأسري جزء لا يتجزأ من الأسر المتبنية والحاضنة وقد يأخذ شكل مساعدين في المنزل أو مساعدة منزلية، وتوفير المعدات، والراحة والتكيفات المنزلية، وخيارات الرعاية المشتركة بين الآباء/الأسر البيولوجية والحاضنة.

### كنموذج للرعاية
تمشيا مع الشراكات بين الوالدين والمهنيين في الثمانينيات والتسعينيات، نشر معهد أوريجون للأبحاث كتابًا عن دعم الأسر التي تقدم الرعاية. وتضمن الكتاب المواقف المهنية التقدمية بشأن ضغوط الأسرة ودعمها، (للاطلاع على النقد، انظر راسينو وهيومان.) والخدمات القائمة على القيم استنادًا إلى بيان مركز السياسة الإنسانية لدعم الأطفال وأسرهم (1987)، ودور الوالدين في الخدمات عالية الجودة، ومهارات التأقلم (والتي غالبًا ما يتم تناولها من خلال التدريب السلوكي أو التدريب على المهارات)، والتنمية البشرية والدعم غير الرسمي، ودورة حياة الأسرة، بما في ذلك الرضع والتدخل المبكر، والأطفال في سن المدرسة (البرامج المدرسية)، والانتقال إلى مرحلة البلوغ (والتوظيف المدعوم)، والعلاج البيئي السلوكي/السريري للأسر (أقوى في مجالات مثل الصحة العقلية)، من بين أمور أخرى. كان دعم الأسرة والشيخوخة، وهو مصدر قلق كبير في العقد الأول من القرن الحادي والعشرين بسبب شيخوخة السكان في الولايات المتحدة، أيضًا محور إصلاح الخدمة في التسعينيات. على سبيل المثال، يعيش 700 ألف شخص من ذوي الإعاقات التنموية مع أحد الوالدين أو أكثر فوق سن 65 عامًا.

### كنموذج للخدمات المجتمعية
مع تحرك سياسات إلغاء المؤسسات في الولايات المتحدة نحو تطوير الخدمات المجتمعية، أصبح الآباء المجتمعيون أيضًا أكثر اهتمامًا بـ "الإقامة خارج المنزل" (على سبيل المثال، منازل المجموعات الصغيرة) لأطفالهم (على سبيل المثال، الأطفال الذين ينتقلون من منزل الوالدين ويبدأون حياة البالغين). يتم تقدير هذا النهج دوليًا باعتباره إحدى الطرق التي يمكن للبالغين من خلالها تحقيق وضع البالغين، وخاصة في الدول الغربية. وفي ولايات مثل نيويورك وكونيتيكت، أدى هذا إلى نشوء التوتر بين "الآباء المؤسسيين" و"الآباء المجتمعيين" المتنافسين على الأموال العامة المحدودة، وبين مقدمي الخدمات للحصول على التمويل (على سبيل المثال، المؤسسات الحكومية والقطاعات المجتمعية الخاصة غير الربحية). ومع ذلك، عندما بدأت الولايات في إغلاق المؤسسات، كان التمويل متاحًا في كثير من الأحيان في المقام الأول لنقل الأفراد الذين يعيشون في رعاية مؤسسية أو أولئك المعرضين لخطر الإقامة في مؤسسة (على سبيل المثال، الإعفاء من ميديكيد القائم على المنزل والمجتمع، HCBS). على سبيل المثال، قامت 15 ولاية بتمويل 90% أو أكثر من خدمات دعم الأسرة الخاصة بها من خلال ميديكيد HCBS؛ وقامت 11 ولاية بتمويل أنشطة دعم الأسرة الخاصة بها من خلال التمويل الحكومي. نظرًا لأن الدعم الأسري كان موصى به للأطفال، فإن الخيارات مثل الرعاية البديلة (نماذج جديدة للبالغين والأطفال) غالبًا ما كانت تتضمن خدمات دعم الأسرة، وتم تقديم خدمات دعم الأسرة للأسر المدرجة في قوائم الانتظار، وتم تطوير مجموعة أوسع من أنواع الخدمات في ولايات مختلفة (على سبيل المثال، قائمة خدمات ويسكونسن).

## المجموعات السكانية الجديدة والتقليدية
في العقد الأول من القرن الحادي والعشرين، شملت "المجموعات السكانية الجديدة" في دعم الأسرة، كجزء من نظريات دعم الأسرة في الولايات المتحدة والعالم، ما يلي:
- العائلات متعددة الثقافات والعابرة للحدود الوطنية،
- العائلات التي تضم عضوًا مثليًا أو مثلية أو متحولًا جنسيًا أو مزدوج الميول الجنسية
- الشباب ذوي الإعاقة،
- الشيخوخة السكانية في الولايات المتحدة،
- الشباب في الصحة العقلية،
- العائلات التي لديها أحد أفرادها يعاني من إصابة في الدماغ،
- الآباء والأمهات ذوي الإعاقات الفكرية وغيرها من الإعاقات، وغيرهم.

### الأمهات المراهقات والأسر ذات الوالد الوحيد
كانت المجموعات التقليدية المعروفة بخطر الأمهات المراهقات تشارك أحيانًا في الدعم الاجتماعي ونظريات المراهقين، كجزء من أبحاث الحمل والأمومة لدى المراهقات. وقد تكون الأسر المعرضة للخطر من ذوي الإعاقات الذهنية أيضًا أمهات عازبات، وكانت التوصيات المبكرة تتضمن خيارات دعم إضافية مثل الإقامة بالقرب من الأسرة، وتعديل برامج الشقق للسماح بالأطفال، وزيادة خدمات دعم الأسرة في المنازل الخاصة. ومن الأمور الحاسمة القيم الشخصية والعائلية، وتمكين الأسر والزائرين للمنزل، وأنشطة الوالدين والطفل، والمجموعات العنقودية (على سبيل المثال، تحسين الحي، ومجموعات الولادة الطبيعية، ومجموعات لعب الأطفال الصغار، ودعم مجموعات الفريق)، من بين أمور أخرى (على سبيل المثال، كوتشران وآخرون، 1984).

### العائلات متعددة الثقافات والعابرة للحدود الوطنية
بالإضافة إلى ذلك، فإن احتياجات الأسر متعددة الثقافات، بناءً على التركيبة السكانية المتغيرة في الولايات المتحدة، أدت أيضًا إلى زيادة الاهتمام بالمجموعات الأقلية الرئيسية، بما في ذلك الأمريكيين من أصل أفريقي، والأمريكيين الآسيويين، والأمريكيين الهنود الأصليين، والأمريكيين من أصل إسباني/لاتيني. تضمنت المناهج الأصلية تقديم الخدمات للأمريكيين الأصليين في المحميات (غالبًا الفقر) أو "الاندماج في المجتمع الأبيض " على النقيض من المناهج التي تنطوي على دمج الإسكان "للسكان المتنوعين" (على سبيل المثال، الأميركيين الآسيويين) في الإسكان المختلط الدخل في المدن الصغيرة. على سبيل المثال، يمتلك الأمريكيون الأصليون اليوم (2012) ويديرون كازينوهات القمار في الولايات المتحدة ويحصلون على أموال لخدماتهم الاجتماعية الخاصة. بالإضافة إلى ذلك، تشكل الأسر العابرة للحدود الوطنية الجديدة، والتي قد تنفصل عن عائلاتها بسبب الهجرة الدولية، جزءًا من الوجه الجديد للأسر في الولايات المتحدة كما هو الحال مع فئات الناشطين من المثليين والمثليات ومزدوجي الميل الجنسي والمتحولين جنسياً.

### الشباب ذوي الإعاقة
أصبح الشباب ذوو الإعاقة "فئة عمرية" ناشئة في أواخر الثمانينيات والتسعينيات من القرن العشرين حيث تنافست الأساليب الأسرية (التي تعتمد غالبًا على الوالدين) مع الأساليب التي تعتمد بشكل أكبر على رغبات الشباب ذوي الإعاقة. على سبيل المثال، أصبحت أساليب المساعدة الشخصية القائمة على أنماط الحياة المتنوعة وتوظيف المساعدين من قبل مستخدمي الخدمة طريقة شائعة للتفكير في الخدمات. بالإضافة إلى ذلك، أدت المبادرات الفيدرالية الرئيسية في التخطيط للانتقال في الولايات المتحدة إلى مجموعة متنوعة من الأساليب للانتقال من الخدمات التي تركز على الطفل إلى الخدمات التي تركز على البالغين، استنادًا جزئيًا إلى نظريات تطور المراهقين. لقد نمت اليوم الدعوة إلى الدفاع عن النفس في جميع أنحاء العالم، وأصبح الشباب على وجه الخصوص يبحثون عن أصواتهم ومستقبلهم.

### شيخوخة السكان
لقد تم توثيق التغيرات الديموغرافية المرتبطة بالشيخوخة في الولايات المتحدة بشكل جيد في مجالات متنوعة مع الحاجة العامة إلى تجديد نظام الضمان الاجتماعي في البلاد. لم يعد هذا الأخير، كما تطور في عصر الكساد الكبير، قادراً على دعم السكان المسنين المتزايدين مالياً، والذين يفوق عددهم الجيل الأصغر سناً الذي يدفع في النظام. على سبيل المثال، "في الفترة ما بين عامي 2010 و2030، من المتوقع أن يزيد عدد الأشخاص الذين تبلغ أعمارهم 65 عامًا فأكثر بنسبة 76%، في حين من المتوقع أن يزيد عدد العمال الذين يدعمون النظام بنسبة 8%". يعيش كبار السن أيضًا لفترة أطول، ومن المتوقع أن يكون هناك زيادة ملحوظة في عدد الأشخاص الذين يعيشون فوق سن الثمانين، بما في ذلك زيادة في "الإعاقات" مثل الخرف (على سبيل المثال، البث العام، 2011)، مما يؤثر على إعانات العجز في الضمان الاجتماعي، وكذلك اكتشاف كبار السن الذين يعانون من إعاقات مدى الحياة في أسر مكونة من جيلين "تعيش في المجتمع".

### الشباب والأطفال والبالغين في الصحة العقلية
بدلاً من دعم الأسرة في مجال الصحة العقلية، قامت المنظمات الأبوية بتشكيل فروع على مستوى الولاية والوطنية مستقلة عن أطفالها (على سبيل المثال، التحالف الوطني للمرضى العقليين). بالإضافة إلى ذلك، غالبًا ما طورت وكالات المجتمع برامج تثقيفية للآباء (والتي تظل برنامجًا ممولًا من الحكومة في الولايات المتحدة)، ويميل المعالجون والمستشارون الأسريون (غالبًا في الممارسة الخاصة) إلى العمل مع الأسرة بأكملها. تميل أساليب المساعدة الشخصية والمعيشة المستقلة إلى البدء برغبات وتطلعات الشباب أو البالغين، وفي حالات أقل شيوعًا، الأطفال؛ وتظل هذه الأساليب في الصحة العقلية غير شائعة نسبيًا على الرغم من أن الأساليب النفسية الاجتماعية لها بعض أوجه التشابه. وفي حين تم نقل الإسكان والدعم والتوظيف عبر المجالات، فإن هناك إحجاماً أكبر في مجال الصحة العقلية عن "دعم الأسرة" (الذي يبدأ غالباً بمخاوف الوالدين) الذين غالباً ما يعتبرون الوالدين متلقين ثانويين للخدمة.
في إعادة التأهيل النفسي، "تعتبر الأسر موردًا رئيسيًا يؤثر على نتائج إعادة التأهيل" (الأسر كحلفاء) مع عودة 50-60٪ من المرضى إلى منازلهم من المستشفيات في الولايات المتحدة (أنطوني وآخرون، 2002، ص 112). 185). تعتبر الأسر الممتدة ذات أهمية بالغة في جميع أنحاء العالم، ويتم تصنيف العديد من الأساليب على أنها "إدارة الأسرة" (على سبيل المثال، المعلومات، والعلاجات، وإدارة الأسرة)، أو التدخلات الأسرية، أو " التعليم النفسي " (المصدر نفسه، 2002). ومع ذلك، قامت مراكز الأبحاث الوطنية الرائدة في الولايات المتحدة بفحص أنظمة الخدمة الحكومية وأوصت بالوقاية ودعم الأسرة للأطفال الذين يعانون من مشاكل الصحة العقلية وأسرهم. إن مثل هذه "النماذج التي تعتمد على البيئة" والتي من المتوقع أن تعمل على تحسين أو "التوسط في نتائج الطفل والوالدين" كانت في كثير من الأحيان أول ما يتم استهدافه في الأوقات الاقتصادية الصعبة؛ وقد تم الإبلاغ عن "حركة دعم الأسرة الكاملة" للوكالات المجتمعية في عام 1992 بأنها "تكافح من أجل تشغيل مجموعة جديدة من الخدمات وطريقة جديدة للتعامل مع الأسر".

### الآباء والأمهات ذوي الإعاقات الذهنية
بحلول عام 2000، انتقل دعم الآباء الذين يعانون من إعاقات ذهنية إلى مكانة بارزة جديدة على المستوى الدولي مع إجراء أبحاث مكثفة استمرت لعقود من الزمن بعد البرامج والدراسات الأولية في الولايات المتحدة في وقت مبكر من أواخر الثمانينيات والتسعينيات. بالإضافة إلى ذلك، انتقلت برامج تدريب الوالدين التقليدية إلى بناء المجتمع كما دعا الآباء والأمهات من ذوي الإعاقات الجسدية بشكل بارز إلى أنماط حياة أفضل لأنفسهم ولأطفالهم، كجزء من المركز الوطني الأمريكي الجديد للموارد للآباء والأمهات من ذوي الإعاقات. (أبريل 1998). قامت مؤسسة من خلال المرآة بإدارة المركز لمدة خمس سنوات نيابة عن "8 ملايين أسرة أمريكية يعاني أحد الوالدين أو كليهما من الإعاقة".

### العائلات التي لديها أحد أفرادها يعاني من إصابة في الدماغ
في عام 2015، ونتيجة جزئيا للحرب في العراق وأفغانستان، بدأ المحاربون القدامى يعودون إلى ديارهم بإصابات في الرأس والدماغ ثم يعودون من المستشفى وإعادة التأهيل إلى أزواجهم وعائلاتهم. قد يكون من الشائع إحالة الزوج أو مقدم الرعاية الذي قد يعاني من "ضغوط مقدم الرعاية" و"عبء الرعاية" إلى مجموعة دعم، نتيجة للخدمات المجتمعية غير الكافية في المنازل وللأسر. بالإضافة إلى ذلك، يمكن أن تحدث إصابات الدماغ أو الرأس بسبب حوادث المركبات، أو الإصابات الرياضية، أو السقوط أو الحوادث، أو الحرب والإرهاب، أو الحالات الطبية ذات الصلة (على سبيل المثال، ورم في المخ، أو السكتة الدماغية). غالبًا ما يشير دعم الأسرة في هذه المجالات إلى مجموعات الدعم أو الدعم المباشر من الأسرة والجيران للفرد المصاب بإصابة في الدماغ أو برنامج إعادة التأهيل أو المستشفى كدعم للأسرة.

## أهداف السياسة الأمريكية
في الأهداف الوطنية والبحث للأشخاص ذوي الإعاقات الفكرية والتنموية، تم اعتبار دعم الأسر والحياة الأسرية عبر فترة العمر أحد الأهداف الرئيسية لمجموعة العمل الواسعة من القادة في هذا المجال (على سبيل المثال، آن تورنبول، ورود تورنبول، وجون أجوستا، وإليزابيث إروين، وجلين فوجويرا، وجورج سينجر، وليزلي سوداك، من بين آخرين). وكان الهدف الشامل هو: دعم جهود الرعاية وتعزيز نوعية حياة جميع الأسر حتى تظل الأسر الوحدة الأساسية للمجتمع الأمريكي. وتشمل الأهداف الفرعية الخمسة ما يلي:
- الهدف أ: ضمان الشراكات بين الأسرة والمهنيين في مجال البحث وصنع السياسات والتخطيط وتقديم الدعم والخدمات حتى تتمكن الأسر من التحكم في مصائرها مع مراعاة استقلالية أفراد الأسرة البالغين ذوي الإعاقة في التحكم في حياتهم.
- الهدف ب: ضمان مشاركة الأسر بشكل كامل في المجتمعات التي تختارها من خلال الدعم والخدمات الشاملة والمتكاملة القائمة على الحي والمستجيبة ثقافيا.
- الهدف ج: ضمان أن تكون الخدمات والدعم لجميع الأسر متاحة ويمكن الوصول إليها ومناسبة وبأسعار معقولة وخاضعة للمساءلة.
- الهدف د: ضمان توفر التمويل الكافي من القطاعين العام والخاص لتنفيذ هذه الأهداف، وضمان مشاركة جميع الأسر في توجيه استخدام الأموال العامة المصرح بها والمخصصة لمنافعها.
- الهدف هـ: ضمان حصول الأسر والمهنيين على إمكانية الوصول الكامل إلى المعرفة الحديثة وأفضل الممارسات، وأنهم سيتعاونون في استخدام المعرفة والممارسات. (ص 221).

إن مثل هذه الجهود بالغة الأهمية لأن الولايات المتحدة تعرضت لانتقادات كثيرة بسبب افتقارها إلى سياسة عائلية متماسكة لجميع أفراد شعبها (على سبيل المثال، الرعاية الصحية، والإسكان، والتوظيف، والترفيه، والمجتمع، والتنمية الاقتصادية).

## دولي
إن دعم الأسرة هو في الواقع مبادرة دولية حيث أعلنت الأمم المتحدة عام 1994 السنة الدولية للأسرة. وقد قدمت هيلي ميتلر، من بريطانيا العظمى، تقريراً عن فريق عمل الرابطة الدولية للجمعيات للأشخاص ذوي الإعاقات العقلية، والذي سلط الضوء على برنامج وجهاً لوجه في المملكة المتحدة، وبرنامج جمعية الشابات المسلمات الشامل في الأردن، ووساطة الخدمات في كندا، وجمعية الآباء في سواساهيا سوماتشايا ومايسور وكارناتاكا في الهند، ومجموعة دعم السوق في كوت ديفوار وأفريقيا، ومجموعات الإخوة والأخوات في نيكاراجوا والهند، ومجموعة الآباء في المملكة المتحدة، والآباء والمهنيون الذين يتعلمون معاً في بنغلاديش وباكستان.
في عام 2012، يركز المجتمع الدولي على جودة الحياة الفردية والأسرية، ودعم الأسرة هو خدمة طويلة الأمد ودعم (LTSS) في الولايات المتحدة في المجتمعات وإصدر فصل جديد بعنوان "نظريات الأسرة ودعم الأسرة ودراسات الأسرة" في عام 2014.

## روابط خارجية
- خدمات ذوي الإعاقة